# Nordisk Ministerråd
Nordisk Ministerråd er et samarbejdsorgan for de nordiske regeringer og dermed et centralt element i den formelle del af det nordiske samarbejde. Nordisk Ministerråd er en pendant til Nordisk Råd, som er parlamentarikernes samarbejdsorgan. Grundlaget for både Nordisk Råd og Nordisk Ministerråd er nedskrevet i Helsingforsaftalen.
Nordisk Ministerråd blev etableret i 1971 og omfatter regeringerne i de fem nordiske lande; Danmark, Finland, Island, Norge og Sverige samt landsstyrene i de tre selvstyrende områder; Færøerne, Grønland og Åland. Det overordnede ansvar ligger hos statsministrene, men i praksis er ansvaret delegeret til de nordiske samarbejdsministre og Nordisk Samarbejdskomité.
Formandskabet i Nordisk Ministerråd, som varer et år ad gangen, roterer mellem de fem nordiske lande. De fem nordiske lande har dermed formandskabet for Nordisk Ministerråd et år ad gangen.

## Ministerråd
Foruden statsministrene og de nordiske samarbejdsministre udgøres Nordisk Ministerråd af en række fagministerråd. Under det danske formandskab i 2005 blev det besluttet at skære antallet af disse ned fra 17 til 10. Nu findes der 12 ministerråd med ansvar for følgende områder:
- Nordisk Ministerråd for Økonomi- og Finanspolitik (MR-FINANS)
- Nordisk Ministerråd for Arbejdsliv (MR-A)
- Nordisk Ministerråd for Bæredygtig Vækst (MR-VÆKST).
- Nordisk Ministerråd for Digitalisering 2017-2024 (MR-DIGITAL)
- Nordisk Ministerråd for Fiskeri og Havbrug, Jordbrug, Levnedsmidler og Skovbrug (MR-FJLS)
- Nordisk Ministerråd for Ligestilling og LGBTI (MR-JÄM)
- Nordisk Ministerråd for Kultur (MR-K)
- Nordisk Ministerråd for Justitsspørgsmål (MR-JUST)
- Nordisk Ministerråd for Miljø og Klima (MR-MK)
- Nordisk Ministerråd for Social- og Helsepolitik (MR-S)
- Nordisk Ministerråd for Uddannelse og Forskning (MR-U)
- Nordisk Ministerråd for Digitalisering (MR-DIGITAL)

## Medlemmer
| Medlem   | Regeringer               | Offentlige ledere           | Status                                           |
| -------- | ------------------------ | --------------------------- | ------------------------------------------------ |
| Danmark  | Danmarks regering        | Statsministre               | Suveræn stat                                     |
| Finland  | Finlands regering        | Statsministre               | Suveræn stat                                     |
| Færøerne | Færøernes regering       | Lagmand                     | Selvstyrende Underopdeling af Kongeriget Danmark |
| Grønland | Grønlands regering       | Grønlands Landsstyreformand | Selvstyrende Underopdeling af Kongeriget Danmark |
| Island   | Islands regering         | Statsministre               | Suveræn stat                                     |
| Norge    | Norges byråd             | Statsministre               | Suveræn stat                                     |
| Sverige  | Sveriges regering        | Statsministre               | Suveræn stat                                     |
| Åland    | Ålands landskapsregering | Ålands lantråd              | Selvstyrende landskab i Finland                  |

## Sekretariat og budget
NMR’s sekretariat ligger i København og har ca. 100 ansatte, det ledes af en generalsekretær. Udgifterne til Nordisk Ministerråd fordeles mellem de nordiske lande i forhold til landenes bruttonationalprodukt. Budgettet er på ca. 910 millioner danske kroner (2010).

## Generalsekretærer
- 1972-1973: Gudmund Saxrud, Norge
- 1973-1978: Olli Bergman, Finland
- 1978-1982: Hans Kühne, Danmark
- 1982-1985: Ragnar Sohlman, Sverige
- 1985-1992: Fridtjov Clemet, Norge
- 1992-1996: Pär Stenbäck, Finland
- 1996-2002: Søren Christensen, Danmark
- 2003-2006: Per Unckel, Sverige
- 2007-2013: Halldór Ásgrímsson, Island
- 2013-2019: Dagfinn Høybråten, Norge
- 2019-2022: Paula Lehtomäki, Finland
- Fra 2023: Karen Ellemann, Danmark

## Institutioner, fonde og kontorer
Nordisk Ministerråds finansierer helt eller delvist en række institutioner, fonde, kontorer og informationstjenester: 

### Institutioner
- Nordisk Energiforskning
- Nordregio
- NordForsk
- Nordisk InnovationsCenter (sammenlægning af Nordisk Industrifond og NordTest)
- Nordisk Institut for Odontologiske Materialer
- Nordisk Journalistcenter
- Nordisk Kunstnercenter
- Nordisk Uddannelsescenter for personale for døvblinde
- Nordisk Genbank
- Nordisk højskole for folkesundhedsvidenskab
- Nordisk institut for kundskab om køn
- Den nordiske institution for videreuddannelse inden for arbejdsmiljøområdet
- Det Nordiske Nævn for Alkohol- og narkotikaforskning
- Nordisk Projekteksportfond
- Nordisk samarbejdsorgan for handikapspørgsmål
- Nordisk uddannelsesprogram for udvikling af social service
- Nordisk informationscenter for medie- og kommunikationsforskning
- Nordisk institut for Samtidskunst
- Nordisk Center for Scenekunst
- Nordisk Institut for Teoretisk Fysik
- Nordens Hus i Reykjavík
- Nordens Hus på Færøerne
- Nordens Institut i Finland
- Nordens Institut på Grønland
- Nordens Institut på Åland

### Fonde og støtteordninger
- Nordisk Kulturfond
- Nordisk Film- og tv-fond
- Nordplus
- Stipendieprogrammer for Estland, Letland, Litauen og Nordvestrusland

### Kontorer og informationstjenester
Nordisk Ministerråd har en række informationskontorer i Norden. Uden for Norden har Nordisk Ministerråd informationskontorer i de Estland, Letland, Litauen, Sankt Petersborg, Kaliningrad og Sydslesvig (Nordisk Informationskontor i Sønderjylland). Nordisk Ministerråd driver desuden informationstjenesten Info Norden.